# Cryptocarya vaccinioides
Cryptocarya vaccinioides är en lagerväxtart som beskrevs av André Joseph Guillaume Henri Kostermans. Cryptocarya vaccinioides ingår i släktet Cryptocarya och familjen lagerväxter. Inga underarter finns listade i Catalogue of Life.